# Ergersheim
Ergersheim este o comună din landul Bavaria, Germania. Se află la o altitudine de 334 m deasupra nivelului mării. Are o suprafață de 30 km². Populația este de 1.081 locuitori, determinată în 31 decembrie 2023, prin actualizare statistică[*].